# Freudenberg (Gemeinde Moosburg)

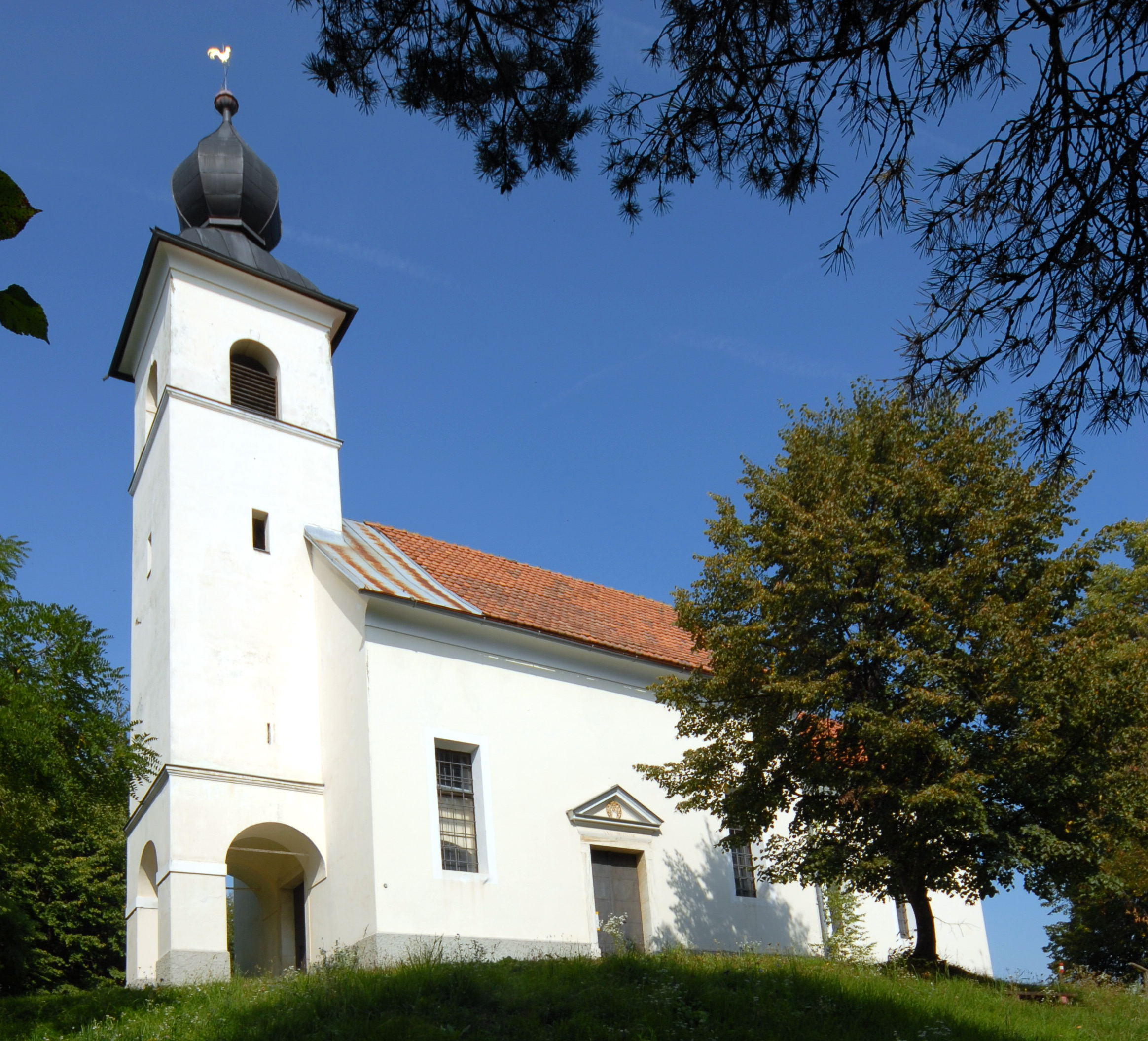
Wallfahrtskirche Maria Sieben Schmerzen

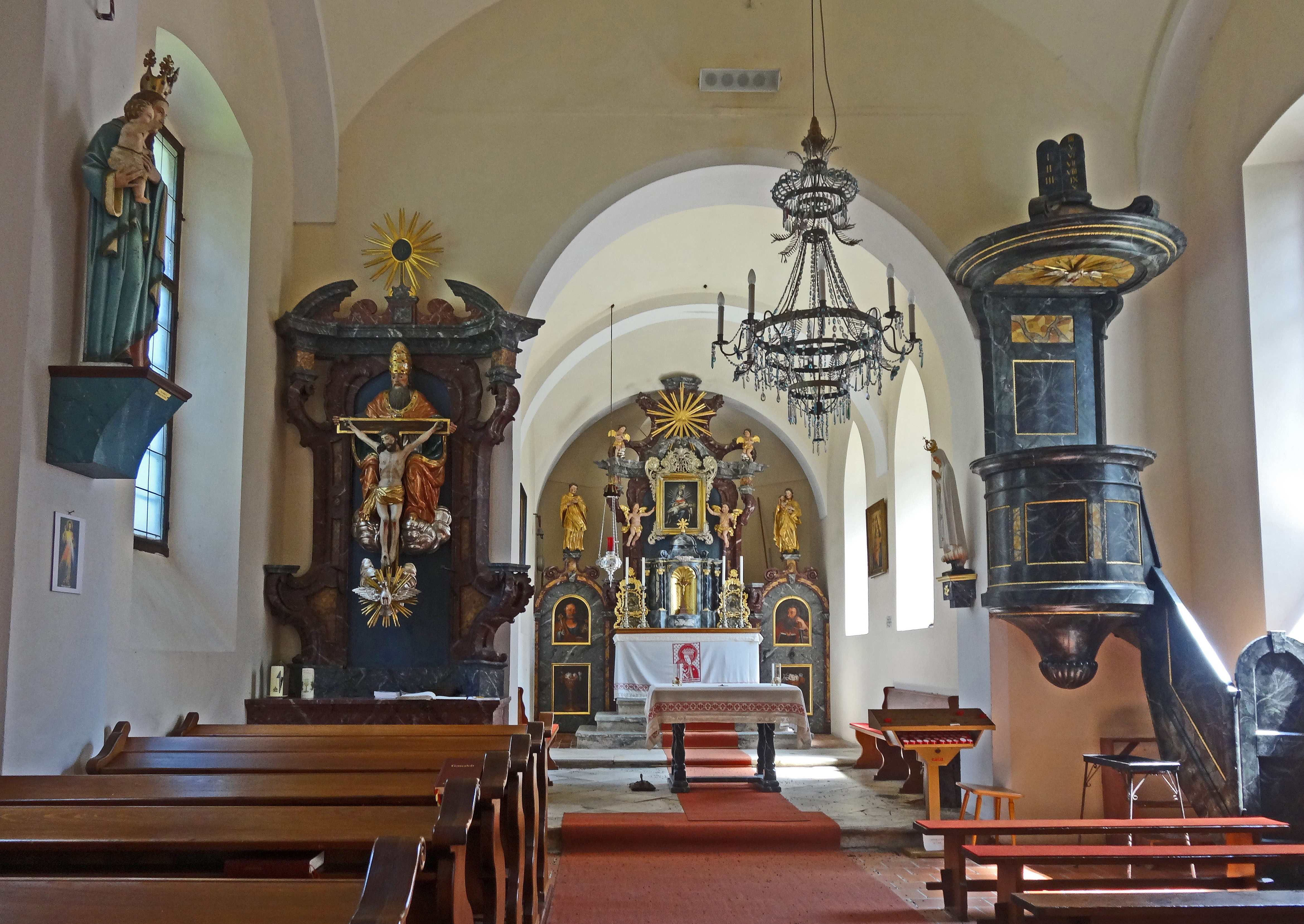
Innenansicht der Wallfahrtskirche

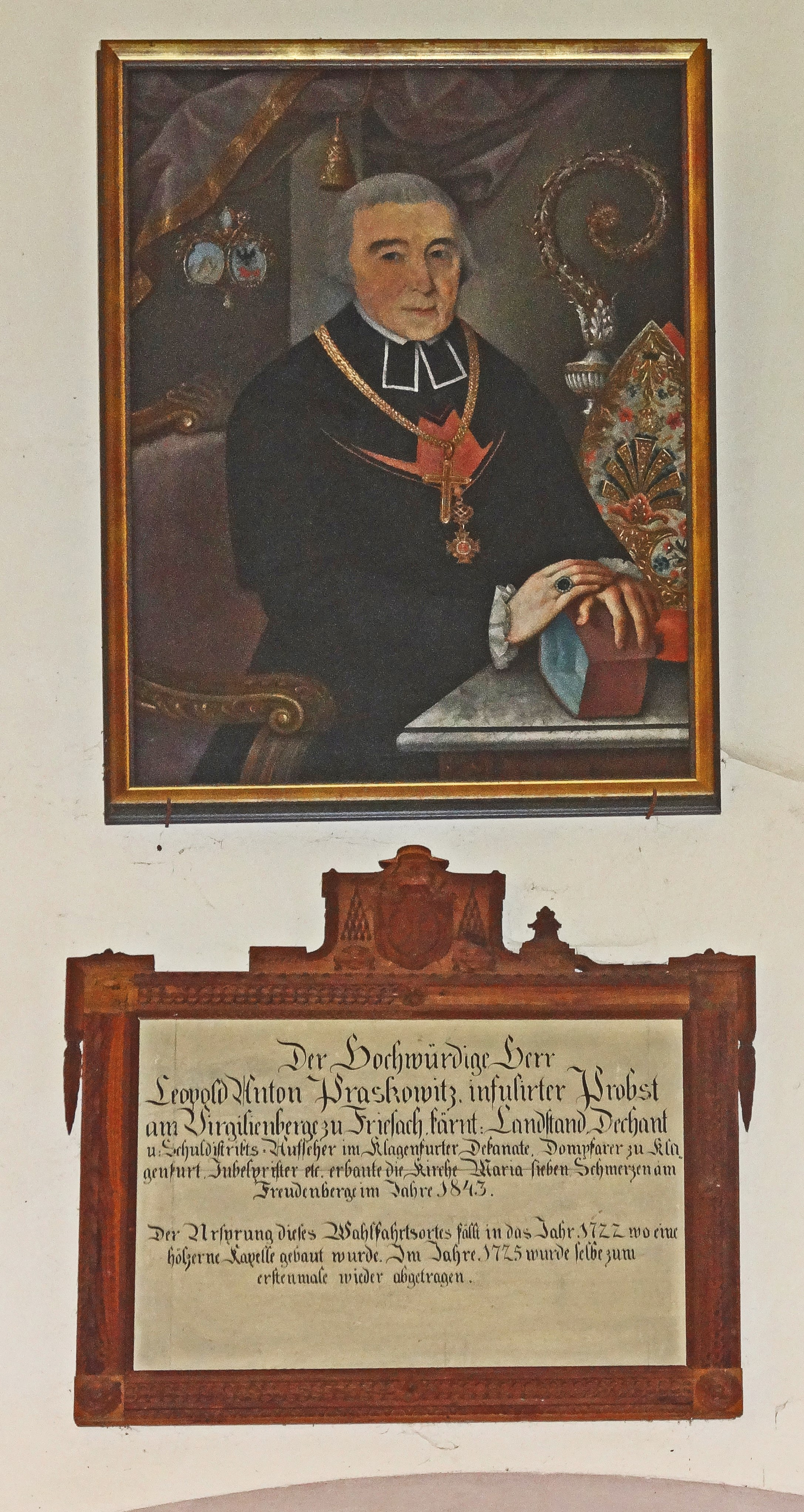
Anton Leopold Praskowiz, darunter Inschrifttafel

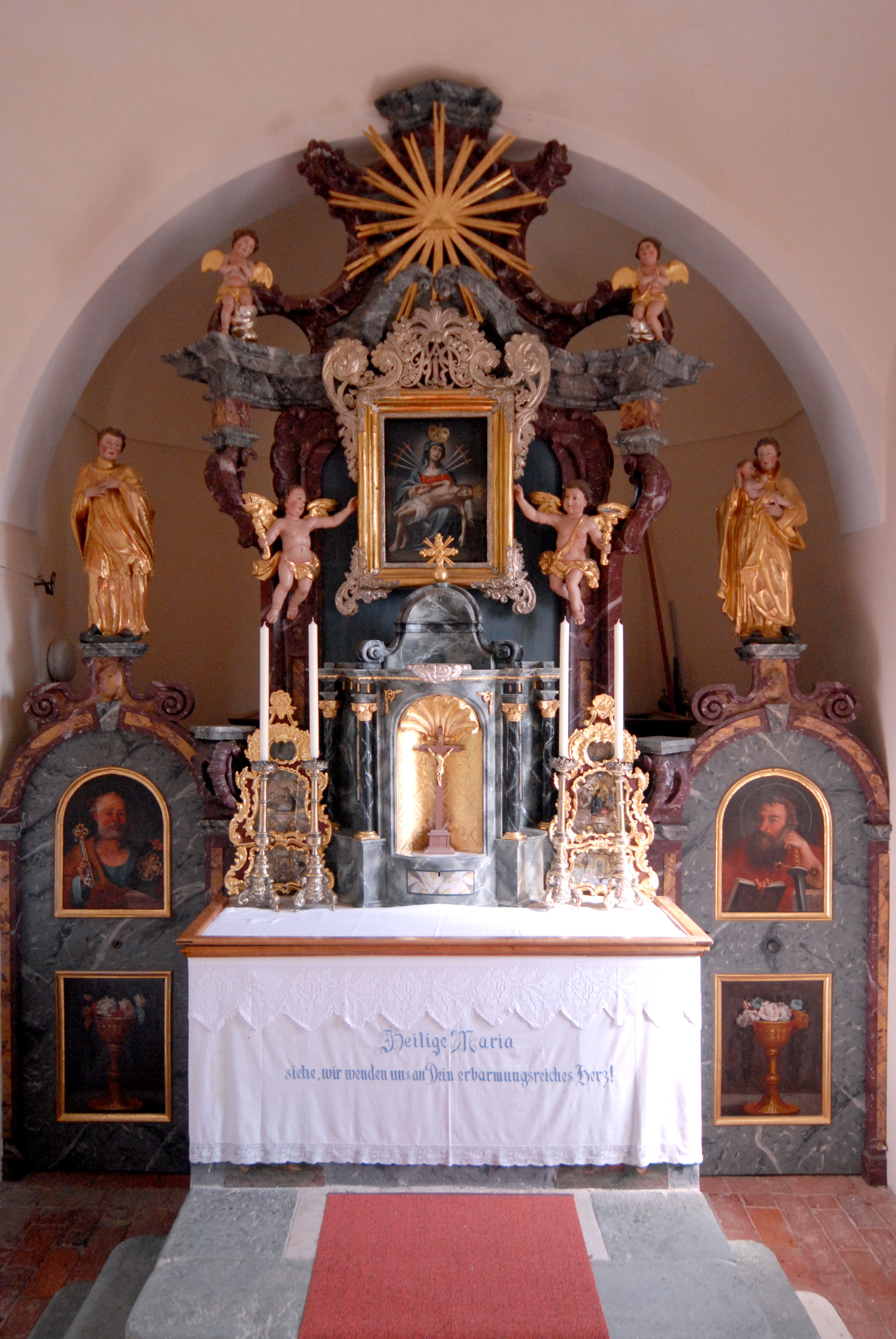
Altar der Filialkirche auf dem Freudenberg

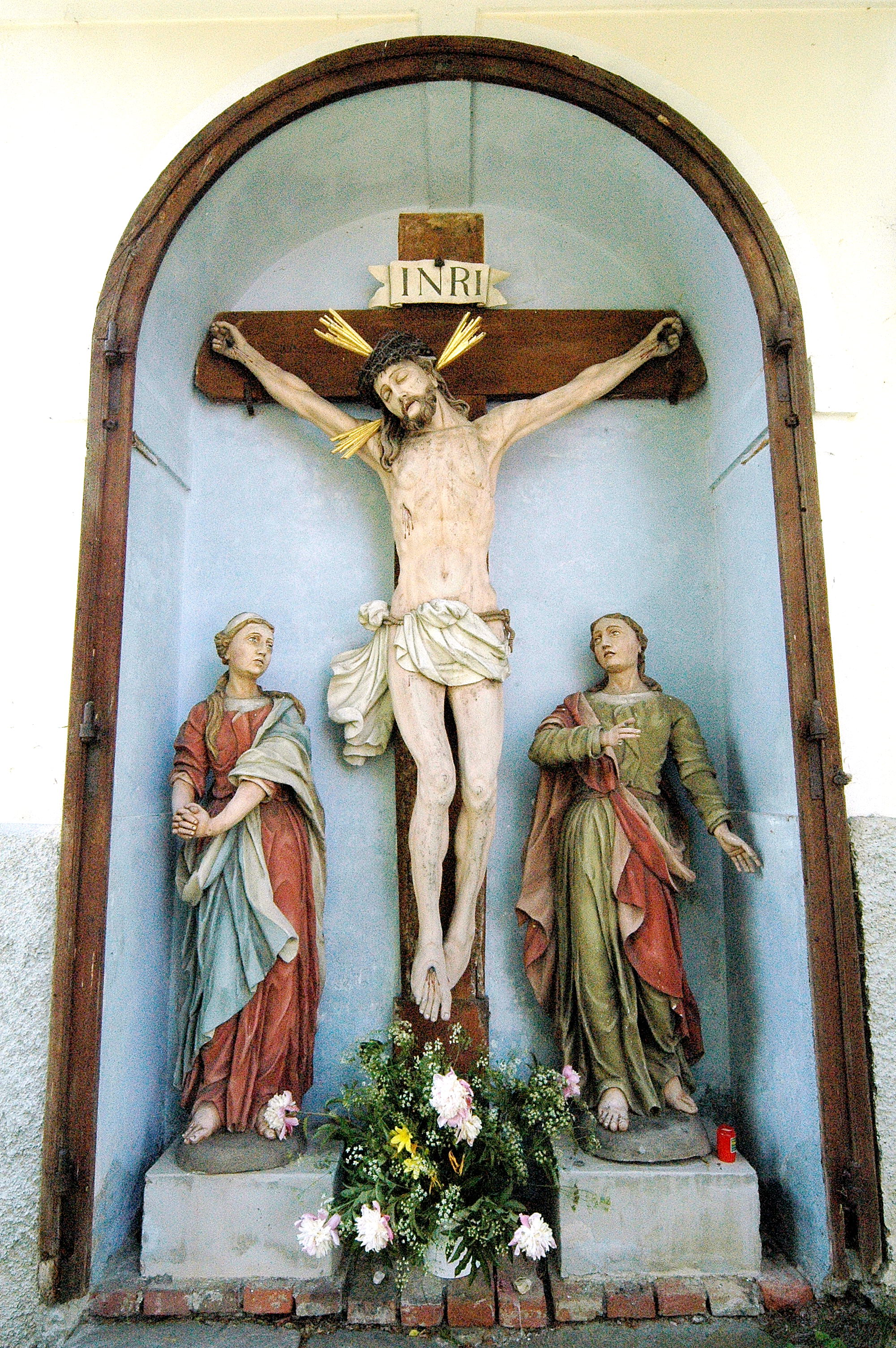
Freudenberg: Schnitzgruppe Kruzifix mit Maria und Johannes

Freudenberg ist eine Ortschaft auf einer 802 Meter hohen Bergkuppe in der Gemeinde Moosburg im politischen Bezirk Klagenfurt-Land in Österreich. Die südlich von der Ortschaft Maria Feicht gelegene Rotte besteht im Wesentlichen aus einem Landgasthaus und einer Wallfahrtskirche.

## Kreuzweg
Das letzte Drittel der Auffahrt von Witsch zum Freudenberg wird von den vierzehn Haltepunkten eines Kreuzweges mit Bildern und Beschreibungen des Leidensweges Jesu Christi gesäumt. Die Kirche selbst ist fünfzehnte Station und Endpunkt des Passionsweges.

## Wanderwege
Neben der bequemen Auffahrtsmöglichkeit gibt es auch noch gut gekennzeichnete Wanderwege zur Kuppe. Der Freudenberg erfreut sich bei Pilgern, Wanderern und Radfahrern großer Beliebtheit und ist somit ein erlesenes Ausflugsziel.
In den Wintermonaten frönt man dem in Kärnten sehr verbreiteten Eisstockschießen auf einer vom Wirt gepflegten Eisbahn. Einem weiteren schneeabhängigen Freizeitvergnügen geht man auch gerne nach: dem Naturbahnrodeln: dabei zieht man beim Aufstieg den Schlitten mit, genießt beim Wirt eine kleine Zwischenmahlzeit, ehe man die fröhliche Talfahrt auf der Rodel antritt.

## Wallfahrtskirche
Sechs Wallfahrten an verschiedenen Marienfesten führen alljährlich zur Filial- und Wallfahrtskirche Maria Sieben Schmerzen.

### Geschichte
1722 wurde anlässlich einer Marienvision eine hölzerne Kapelle errichtet, die bereits 1725 auf Befehl des Salzburgischen Ordinariats wegen Gefahr des Aberglaubens wieder abgetragen werden musste. Das Gnadenbild wurde nach Maria Feicht gebracht. Im Jahr 1780 erfolgte ein erneuter eigenmächtiger Kapellenbau in Holzbauweise. 1842–44 wurde auf Veranlassung von Leopold Anton Praskowitz, Propst von Friesach, Dompfarrer zu Klagenfurt, die heutige Kirche erbaut.

### Bauwerk
Kleiner biedermeierlicher Bau; eingezogener langer polygonaler Chor mit spitzbogigen Fenstern. Nördliche Sakristei. Vorgestellter West-Turm mit rundbogigen Schallöffnungen, Zwiebelturm, Turmerdgeschoß an 3 Seiten rundbogig geöffnet. Der Dreiecksgiebel des Süd-Portals bezeichnet 1843. West-Portal. – An der östlichen Choraußenwand überlebensgroße Schnitzgruppe Kruzifix mit Maria und Johannes, 19. Jahrhundert.
Inneres: Langhaus dreijochig, mit Platzgewölben, auf Wandpfeilern. Westempore über elliptischem Bogen. Schmaler rundbogiger Triumphbogen. Chor  zweijochig, Platzln mit Gurtbogen;  polygonaler Schluss mit Stichkappen.

### Einrichtung
Hochaltar, Mitte 18. Jahrhundert, Gemälde Pietá, seitlich über den Opfergangstüren unterlebensgroße Heiligenfiguren. Der linke Seitenaltar an der Wand des Triumphbogens aus der Mitte des 18. Jahrhunderts zeigt einen geschnitzten Gnadenstuhl. Gemälde heiliger Florian.- Kanzel um 1800. Die unter der Orgelempore aufgestellte Glocke ist eine Kopie der ältesten Glocke Kärntens (um 1100), die sich im Diözesanmuseum „Schatzkammer Gurk“ befindet. Über dem Südportal hängt ein Porträt des Kirchengründers Leopold Anton Praskowitz. Seine Hände ruhen auf einer leeren Schatulle zum Zeichen seines großen finanzielle Einsatzes. Die Inschrifttafel darunter gibt einen kurzen Abriss der Geschichte dieser Wallfahrtskirche. Neben dem Portal steht ein eisenbeschlagener Opferstock.

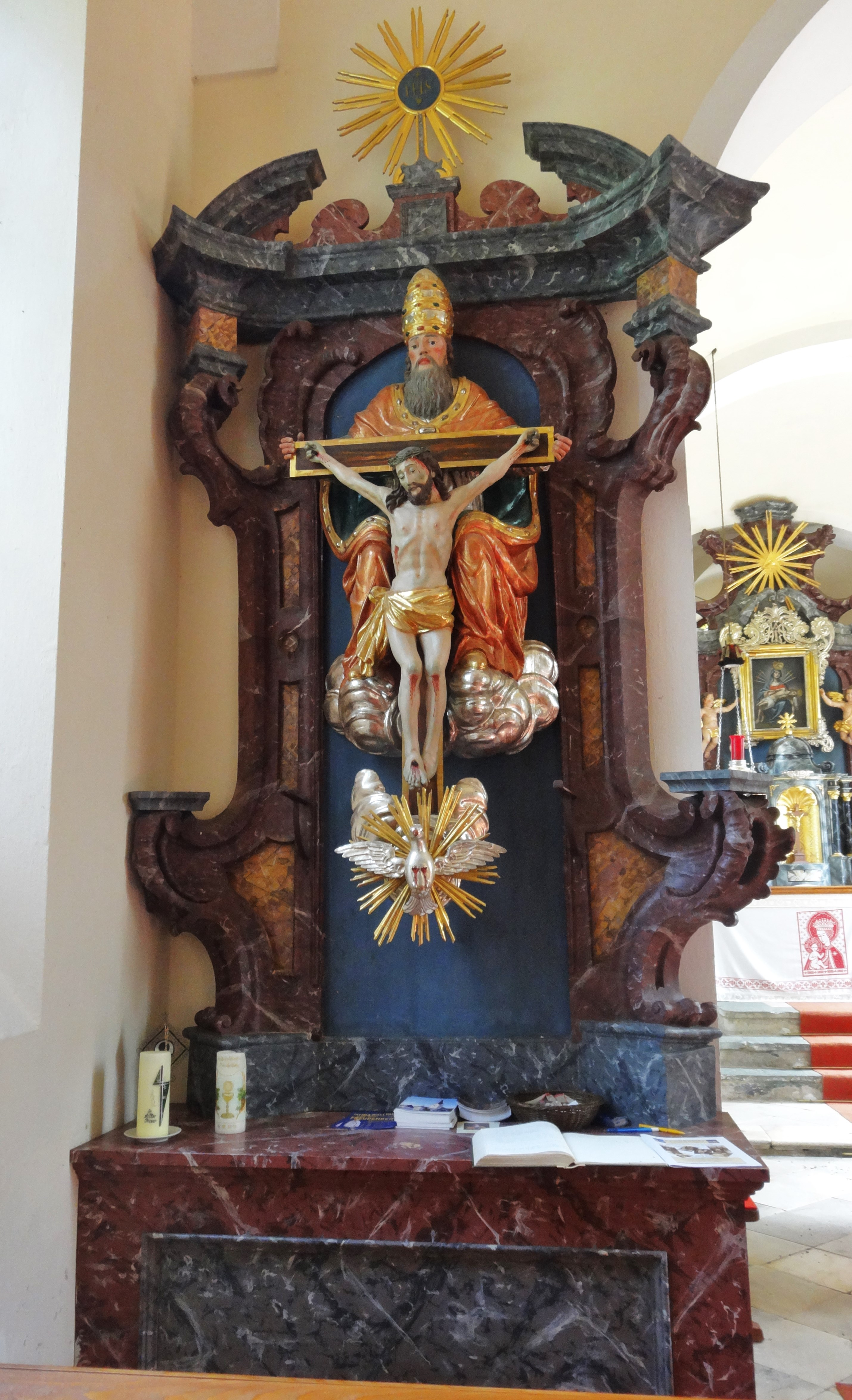
Der Seitenaltar mit einem Gnadenstuhl
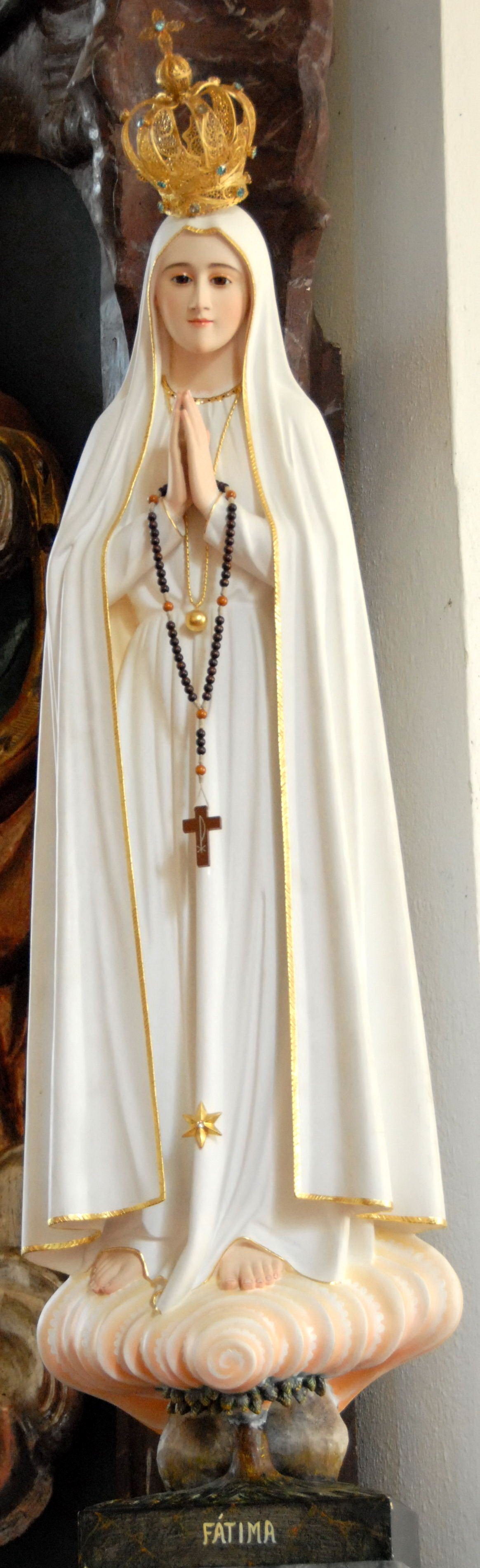
Jungfrau Maria von Fátima, Figur im Kirchenraum
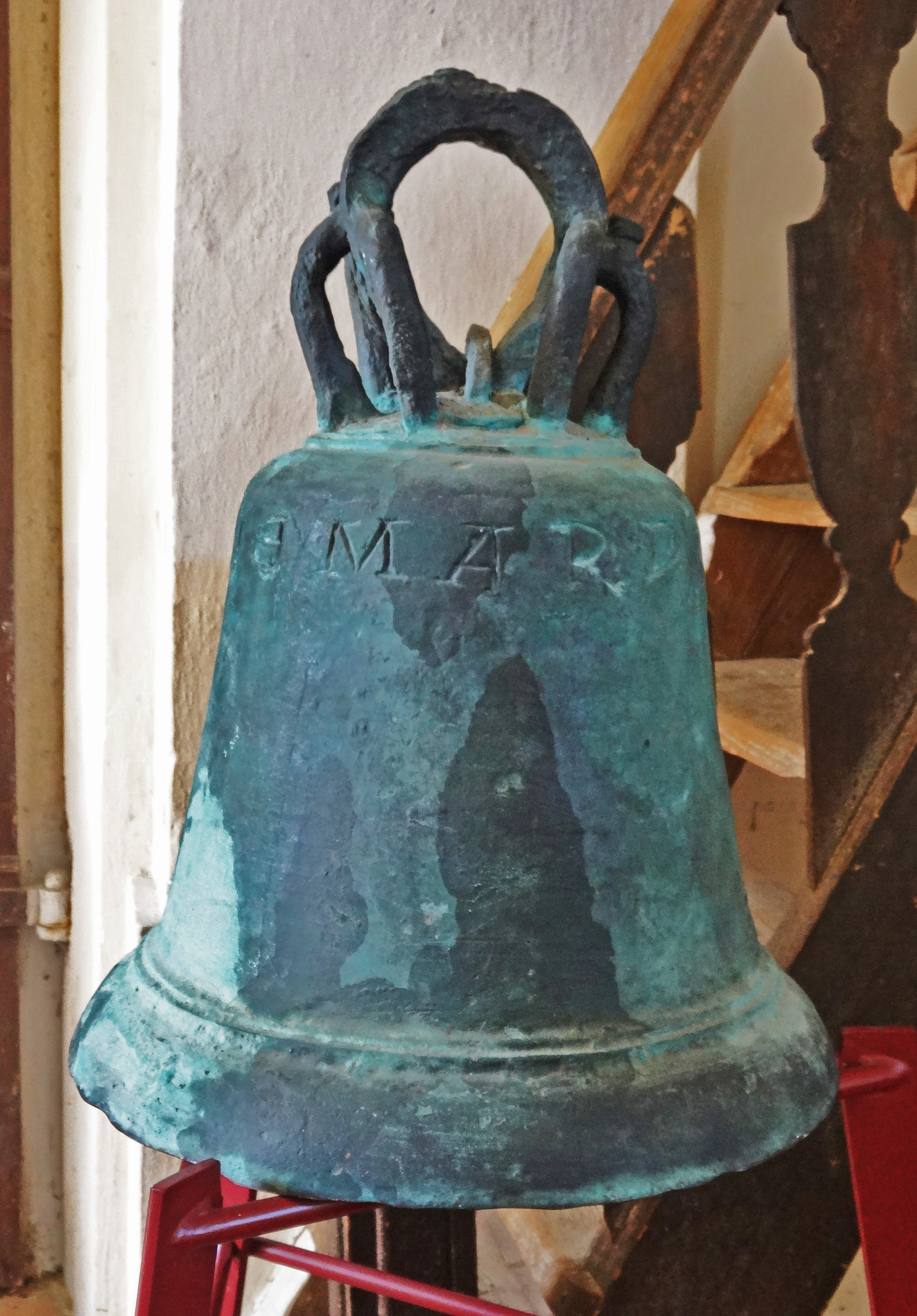
Kopie der ältesten Glocke Kärntens
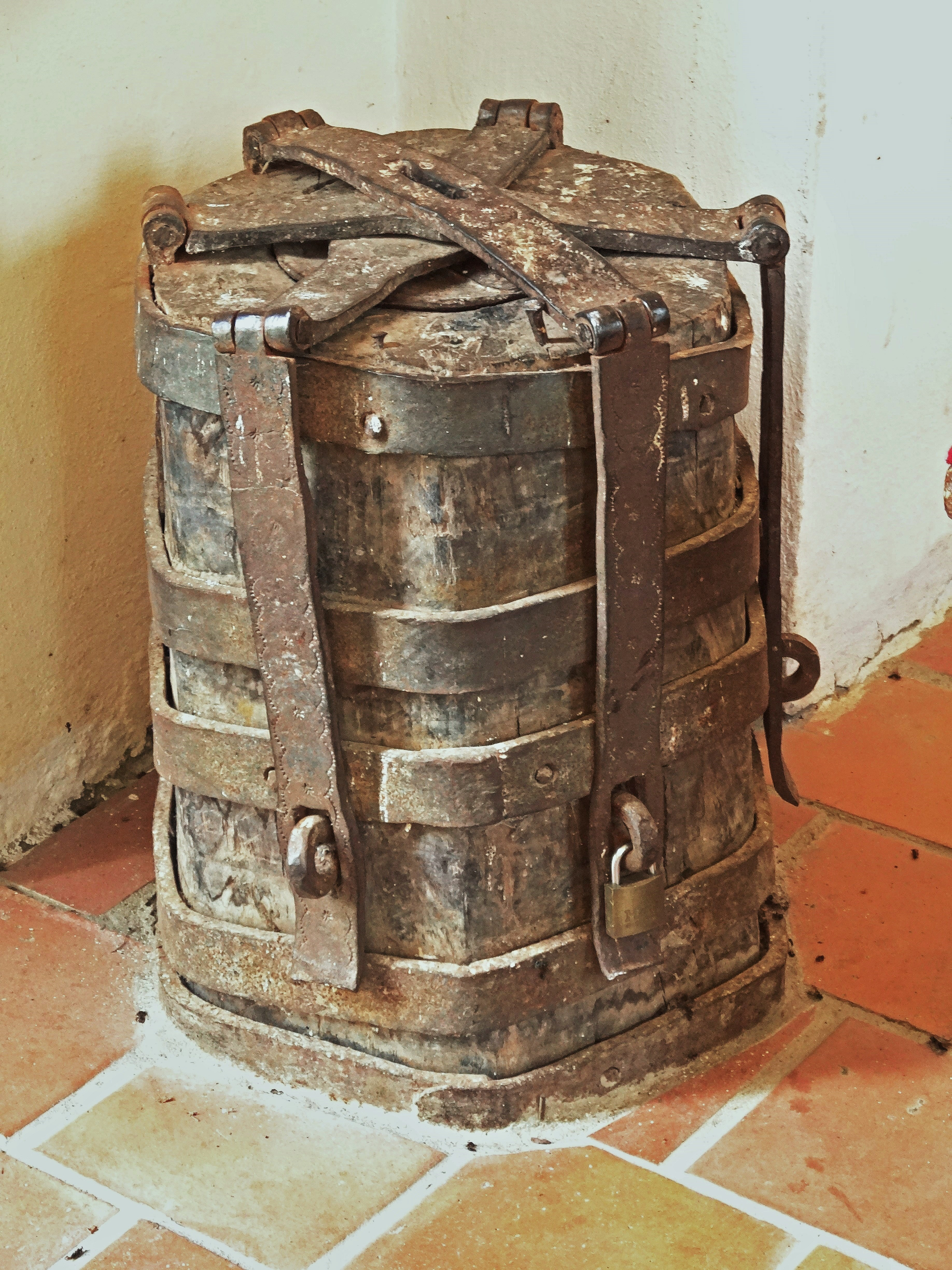
Eisenbeschlagener Opferstock neben dem Südportal